# Circonscription de Fès-Meknès

Carte de la circonscription.

La circonscription de Fès-Meknès est la circonscription législative marocaine de la région de Fès-Meknès. Elle est l'une des douze circonscriptions législatives régionales créées après la réforme électorale de 2021. Elle est représentée dans la XIe législature par Rim Chabat, Fedwa Mohcine Hayyani, Ilham Saki, Maroua Al Ansari, Nadia El Kansouri, Ikram El Hannaoui, Zina Chahim, Samira Kayssour, Hakima S’haki et Khdouj Slassi.

## Historique des élections

### Élections de 2021
| Parti       | Parti                                                       | Voix      | %      | Députée(s) élus       |  |
| ----------- | ----------------------------------------------------------- | --------- | ------ | --------------------- |  |
|             | Rassemblement national des indépendants (RNI)               | 256 049   | 27,76  | Samira Kayssour       |  |
| Zina Chahim | Rassemblement national des indépendants (RNI)               | 256 049   | 27,76  |                       |  |
|             | Parti de l'Istiqlal (PI)                                    | 158 464   | 17,18  | Maroua Al Ansari      |  |
|             | Parti authenticité et modernité (PAM)                       | 150 620   | 16,33  | Ilham Saki            |  |
|             | Mouvement populaire (MP)                                    | 91 706    | 9,94   | Fedwa Mohcine Hayyani |  |
|             | Parti du progrès et du socialisme (PPS)                     | 63 933    | 6,93   | Ikram El Hannaoui     |  |
|             | Union socialiste des forces populaires (USFP)               | 56 931    | 6,17   | Khdouj Slassi         |  |
|             | Parti de la justice et du développement (PJD)               | 37 815    | 4,10   | Nadia El Kansouri     |  |
|             | Union constitutionnelle (UC)                                | 27 955    | 3,03   | Hakima S’haki         |  |
|             | Front des forces démocratiques (FFD)                        | 22 974    | 2,49   | Rim Chabat            |  |
|             | Alliance de la fédération de gauche (AGD)                   | 20 855    | 2,26   |                       |  |
|             | Parti socialiste unifié (PSU)                               | 12 072    | 1,31   |                       |  |
|             | Parti des Néo-Démocrates (PND)                              | 4 893     | 0,53   |                       |  |
|             | Mouvement démocratique et social (MDS)                      | 2 820     | 0,31   |                       |  |
|             | Parti de l'environnement et du développement durable (PEDD) | 2 096     | 0,23   |                       |  |
|             | Parti du centre social (PCS)                                | 2 041     | 0,22   |                       |  |
|             | Parti de l'équité (PRE)                                     | 1 872     | 0,20   |                       |  |
|             | Parti vert marocain (PVM)                                   | 1 544     | 0,17   |                       |  |
|             | Parti de la renaissance (PAN)                               | 1 125     | 0,12   |                       |  |
|             | Parti démocratique de l'indépendance (PDI)                  | 1 113     | 0,12   |                       |  |
|             | Parti démocrate national (PDN)                              | 1 103     | 0,12   |                       |  |
|             | Parti de la société démocratique (PSD)                      | 1 074     | 0,12   |                       |  |
|             | Parti de l'Espoir (PE)                                      | 950       | 0,10   |                       |  |
|             | Parti de l'unité et de la démocratie (PUD)                  | 907       | 0,10   |                       |  |
|             | Parti de la réforme et du développement (PRD)               | 846       | 0,09   |                       |  |
|             | Parti de la liberté et de la justice sociale (PLJS)         | 250       | 0,03   |                       |  |
|             | Parti travailliste (PT)                                     | 246       | 0,03   |                       |  |
|             | Parti marocain libéral (PML)                                | 171       | 0,02   |                       |  |
|             | Union marocaine pour la démocratie (UMD)                    | 83        | 0,01   |                       |  |
|             |                                                             |           |        |                       |  |
| Inscrits    | Inscrits                                                    | 1 769 969 | 100,00 |                       |  |
| Abstentions | Abstentions                                                 | 847 461   | 47,88  |                       |  |
| Exprimés    | Exprimés                                                    | 922 508   | 52,12  |                       |  |